# 布伦特·桑乔
賓特·山曹（Brent Sancho1977年3月13日—），出生於西班牙港，千里達足球运动员，司职后卫，現時是自由身球員。

## 生平
賓特·山曹本身擁有大學學位，在美國紐約就讀大學時已參與足球比賽，自此成為職業足球員。他球員生涯前半部均在美國渡過，至2003年轉投蘇格蘭球會登地，之後再轉投英甲球會吉寧咸。2007年末以短期合約形式效力英甲球會，但未能取得出場機會，於1個月合約屆滿後離隊。2008年3月簽約蘇乙羅斯郡直到季尾。
他代表過國家隊62次，曾協助球會打入世界杯決賽週。2006年以後他宣佈退出國際賽。